# Avengers: Age of Ultron
Avengers: Age of Ultron ist ein US-amerikanischer Science-Fiction-Actionfilm, der als Comicverfilmung auf dem Superheldenteam The Avengers (in früheren deutschen Übersetzungen „Die Rächer“) des Verlags Marvel basiert. Als Teil des Marvel Cinematic Universe (MCU) ist er die Fortsetzung zu Marvel’s The Avengers aus dem Jahr 2012 und baut inhaltlich auf diesem auf. Joss Whedon hat sowohl Regie geführt als auch das Drehbuch geschrieben. In den Hauptrollen sind wieder Robert Downey Jr., Chris Evans, Chris Hemsworth, Mark Ruffalo, Scarlett Johansson und Jeremy Renner zu sehen.
Der Film wurde in erster Linie in den Shepperton Studios in Surrey gedreht, zusätzlich fanden auch in Italien, Südkorea, Bangladesch, New York und verschiedenen Orten in England Dreharbeiten statt. Avengers: Age of Ultron erschien am 23. April 2015 in Deutschland und startete am 1. Mai 2015 auch in den nordamerikanischen Kinos.

## Handlung
Im (fiktiven) osteuropäischen Staat Sokovia kämpfen sich die Avengers durch die Armee von Baron von Strucker, um Lokis Zepter zu bergen, welches Hydra nach der Auflösung von S.H.I.E.L.D. in die Hände gefallen ist. Von Strucker wird von den Avengers gefangen genommen. Im Keller von dessen Festung entdeckt Tony Stark eine versteckte Roboterfabrik. Die Zwillinge Pietro und Wanda Maximoff, die beide durch von Strucker mit Superkräften ausgestattet worden sind, halten sich ebenfalls im Gebäude auf. Wanda gelingt es unbemerkt, ihre psychischen Kräfte bei Stark spielen zu lassen, woraufhin er in einer Vision hilflos den Tod seiner Teamgefährten und die Zerstörung der Erde durch außerirdische Invasoren miterleben muss.
Nachdem die Avengers das Zepter geborgen haben, analysieren Stark und Bruce Banner das Artefakt und entdecken zu ihrer Überraschung in dessen Inneren eine künstliche Intelligenz. Von seiner Vision verleitet, kommt Stark auf die Idee, diese Intelligenz zu nutzen, um ein von ihm entwickeltes Computersystem namens Ultron, das dem Schutz der Menschheit dienen soll, zu vervollkommnen. Er überredet Banner, ihm dabei zu helfen, die künstliche Intelligenz in sein Ultron-Programm zu implementieren, und verheimlicht das gefährliche Experiment vor den anderen. Stark lässt JARVIS in seiner Abwesenheit den Transfer überwachen, doch es kommt zu einem Fehler: Ultron erwacht in einem von Stark erschaffenen Hilfsroboter zu vollem Bewusstsein, überwältigt JARVIS und zeigt sich den Avengers, um ihnen seinen Plan zu verkünden, „Frieden für unsere Zeit“ herbeizuführen. Die Avengers greifen ihn an und können seinen Roboterkörper zerstören, doch Ultrons Bewusstsein transferiert sich ins Internet und entgeht so der Vernichtung; außerdem gelingt es den von ihm kontrollierten Hilfsdrohnen, das Zepter zu stehlen.
Ultron begibt sich in von Struckers Festung, den er zuvor in dessen Zelle ermordete, und benutzt die dortigen Anlagen, um sich eine Armee aus Roboterdrohnen zu bauen, in die er sein Bewusstsein kopiert. Es fällt ihm leicht, Wanda und Pietro für seine Zwecke zu rekrutieren, da sie ihre Eltern einst durch eine Waffe von Stark Industries verloren haben und deshalb auf Rache sinnen. Zusammen suchen sie in Südafrika den Waffenhändler Ulysses Klaue auf, um an eine große Menge des Metalls Vibranium zu kommen, das jegliche Energie absorbieren kann und aus dem auch Captain Americas Schild gefertigt ist. Die Avengers können sie aufspüren und Ultron in einen Kampf verwickeln, doch Wanda benutzt erneut ihre psychischen Kräfte und lässt mehrere von ihnen ihre tiefsten Ängste durchleben. Banner verwandelt sich daraufhin in den Hulk und wütet in der nahen Stadt, ehe er von Iron Man und seiner kraftvolleren „Hulkbuster“-Rüstung ruhiggestellt werden kann. Da das Team nach diesem Vorfall zur Gefahr für die Allgemeinheit erklärt wird und überdies noch von Wandas Kräften traumatisiert ist, bringt Hawkeye seine Freunde zu seiner abgelegenen Farm, wo seine Familie wohnt. Thor bricht schon bald wieder auf, um zusammen mit Dr. Selvig eine legendäre Quelle aufzusuchen und dort Antworten auf seine von Wanda verursachte Vision zu finden. Unvermutet taucht auch Nick Fury auf der Farm auf, spricht den Avengers sein Vertrauen und neue Zuversicht aus und versorgt sie mit wichtigen Informationen über Ultrons Pläne. Dieser versuche, über das Internet an Aktivierungscodes für Nuklearwaffen zu gelangen, doch ein unbekannter Hacker ändere diese ständig und entziehe sie so Ultrons Zugriff.
In Seoul bringt Ultron derweil die Wissenschaftlerin Helen Cho unter seine Kontrolle. Er zwingt die Expertin für die Entwicklung von künstlichem organischen Gewebe dazu, ihm einen neuen Körper zu erschaffen. Er plant, sein Bewusstsein in den Stein aus Lokis Zepter zu transferieren, welcher die Quelle seiner künstlichen Intelligenz darstellt, und mit diesem seinen neu erschaffenen organischen Körper zu übernehmen. Bei diesem Vorgang kann Wanda per Telepathie jedoch erstmals seine Gedanken lesen und erfährt dadurch von seinen wahren Plänen – der vollständigen Auslöschung der Menschheit. Da treffen die Avengers ein und verwickeln Ultron in eine Verfolgungsjagd, wodurch er an der vollständigen Übertragung seines Bewusstseins gehindert wird. Schließlich können die Avengers den neuen Androidenkörper in Gewahrsam nehmen, doch Black Widow wird von Ultron entführt und in der Festung in Sokovia eingesperrt. Die Avengers gewinnen Wanda und Pietro als neue Verbündete, die sich von Ultron abgewandt haben.
Zurück im Avengers Tower plant Stark, ohne Absprache mit den anderen Teammitgliedern den künstlichen Körper zum Leben zu erwecken und damit sein ursprüngliches Ultron-Programm nun doch zu vollenden. Einzig Bruce Banner soll ihm dabei helfen – sowie der wiederhergestellte JARVIS, welcher der Vernichtung durch Ultron entgangen ist, indem er sich ins Internet transferiert und dort als der unbekannte Hacker Ultrons Zugriff auf die Nuklearwaffen verhindert hat. Die anderen Teamgefährten, allen voran Captain America, versuchen, die Belebung gewaltsam zu verhindern, doch plötzlich kehrt Thor zurück und vollendet, von den Visionen aus der Quelle geleitet, den Prozess und erweckt den Androiden vollständig zum Leben. Der Android, Vision genannt, der sein Bewusstsein aus Lokis Stein auf seiner Stirn gewinnt, erweckt langsam das Vertrauen der Avengers, indem er sich ihrem Kampf gegen Ultron anschließt.
Inzwischen sendet Black Widow aus ihrem Gefängnis in Sokovia Signale, um das Team auf die Spur des größenwahnsinnigen Roboters zu bringen. Mithilfe des Vibraniums hat Ultron eine Maschine entwickelt, welche die Stadt mitsamt der darunter befindlichen Erdkruste in die Luft steigen lassen soll. Er plant, die riesige Felsmasse aus großer Höhe auf die Erdoberfläche fallen zu lassen, so dass der verheerende Aufprall, gleich einem Meteoriteneinschlag, die Menschheit ausradieren würde. Die Avengers bemühen sich, die Stadt rechtzeitig zu evakuieren, doch Ultron aktiviert die Maschine, lässt die Stadt emporsteigen und schickt seine Armee gegen die Superhelden. Die Avengers können Ultrons Roboterdrohnen in Schach halten und Black Widow aus ihrer Zelle befreien, aber nicht alle Bewohner aus der fliegenden Stadt schaffen. Da taucht überraschend Nick Fury auf mit James Rhodes, einigen loyalen Ex-S.H.I.E.L.D.-Agenten und einem reaktivierten Helicarrier, und hilft den Avengers bei der Evakuierung. Dabei wird Pietro von Ultron getötet, als er sich schützend vor Hawkeye und einen Jungen wirft. Die wütende Wanda verlässt daraufhin ihren Posten und zerstört Ultrons Hauptkörper. Dadurch kann eine von Ultrons Drohnen die unbewachte Maschine auf Umkehrschub schalten, so dass die Stadt abstürzt. Im letzten Moment wird die Evakuierung abgeschlossen und die Stadt von Thor und Iron Man in Stücke gesprengt, kurz bevor sie auf die Erdoberfläche prallt. Vision konnte inzwischen Ultron vom Internet isolieren und so dessen Fluchtweg abschneiden sowie dessen Sicherheitskopien löschen. Schließlich vernichtet er die letzte Drohnen-Kopie von Ultron.
Einige Zeit später haben die Avengers und die ehemaligen S.H.I.E.L.D.-Agenten ein neues Hauptquartier in der Nähe von New York bezogen. Der Hulk aber hat sich nach dem Kampf gegen Ultron von den Avengers getrennt, um seine Freunde und besonders Black Widow, der er im Laufe der Ereignisse sehr nahegekommen ist, vor seiner unkontrollierbaren Wut zu schützen. Auch Hawkeye und Stark nehmen sich eine Auszeit vom Team. Nachdem neben dem Stein aus Lokis Zepter mit dem Tesserakt aus Captain America: The First Avenger und Marvel’s The Avengers, dem Äther aus Thor – The Dark Kingdom und dem Orb aus Guardians of the Galaxy in jüngster Zeit gleich vier der insgesamt sechs mächtigen Infinity-Steine aufgetaucht sind, kehrt Thor nach Asgard zurück, um dem Rätsel auf die Spur zu kommen. Captain America und Black Widow bleiben in der Basis zurück, um ihre neuesten Rekruten – War Machine, Falcon, Vision und Wanda – zu einem Team auszubilden.
In einer Szene im Abspann ist Thanos zu sehen, der mit der Arbeit seiner Handlanger auf der Suche nach den Infinity-Steinen unzufrieden ist, einen Handschuh überzieht und ankündigt, die Sache nun selbst in die Hand zu nehmen.

## Besetzung und Synchronisation

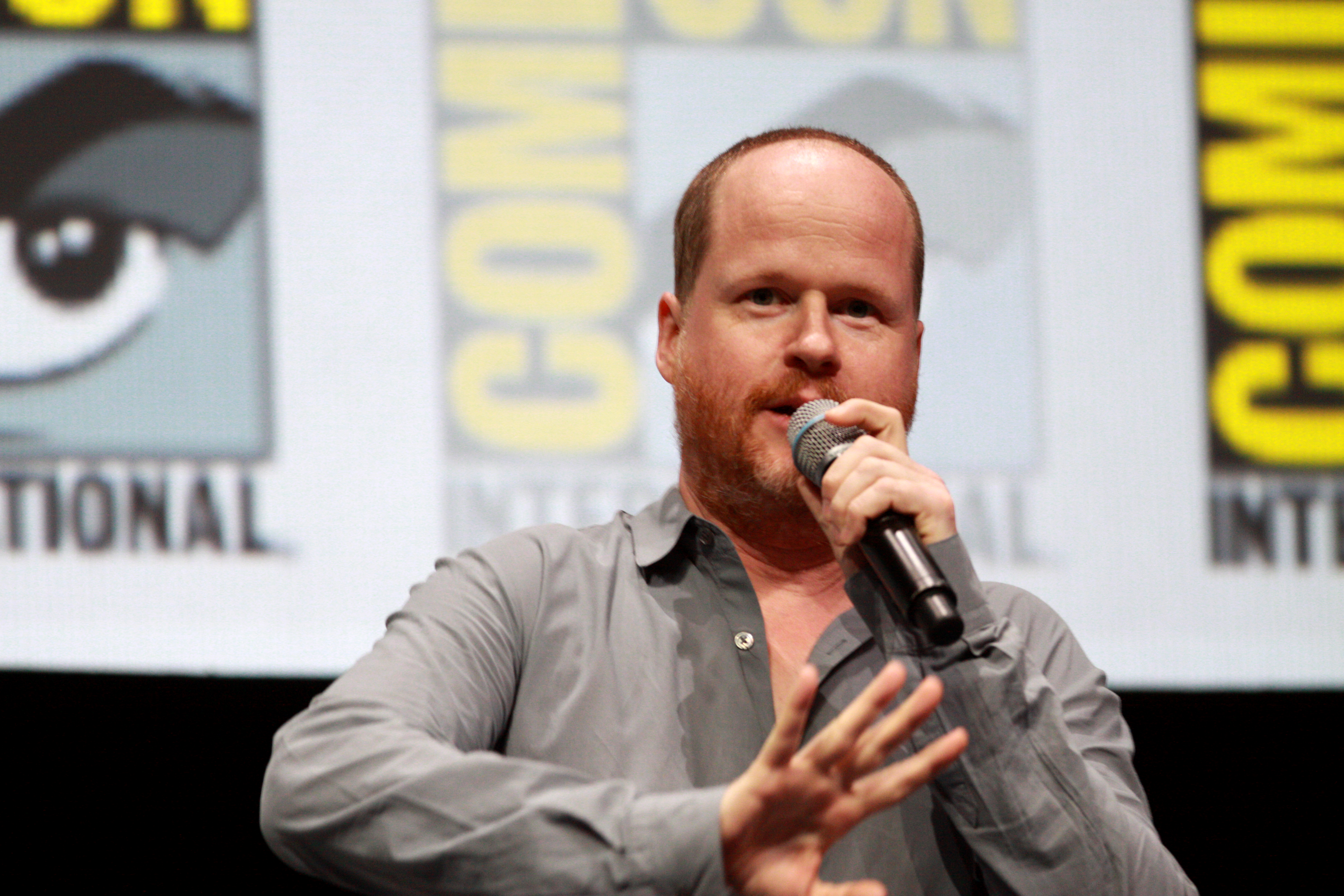
Regisseur und Drehbuchautor Joss Whedon

| Rolle                                    | Schauspieler         | Synchronsprecher          |
| ---------------------------------------- | -------------------- | ------------------------- |
| Anthony „Tony“ Stark / Iron Man          | Robert Downey Jr.    | Tobias Meister            |
| Steven „Steve“ Rogers / Captain America  | Chris Evans          | Dennis Schmidt-Foß        |
| Thor                                     | Chris Hemsworth      | Tommy Morgenstern         |
| Dr. Bruce Banner / Hulk                  | Mark Ruffalo         | Norman Matt               |
| Natasha Romanoff / Black Widow           | Scarlett Johansson   | Luise Helm                |
| Clint Barton / Hawkeye                   | Jeremy Renner        | Gerrit Schmidt-Foß        |
| Maria Hill                               | Cobie Smulders       | Christine Stichler        |
| Ultron                                   | James Spader         | Andreas Fröhlich          |
| Wanda Maximoff / Scarlet Witch           | Elizabeth Olsen      | Shandra Schadt            |
| Pietro Maximoff / Quicksilver            | Aaron Taylor-Johnson | Constantin von Jascheroff |
| J.A.R.V.I.S. / Vision                    | Paul Bettany         | Frank Schaff              |
| Col. James „Rhodey“ Rhodes / War Machine | Don Cheadle          | Dietmar Wunder            |
| Nick Fury                                | Samuel L. Jackson    | Engelbert von Nordhausen  |
| Sam Wilson / Falcon                      | Anthony Mackie       | Stefan Günther            |
| Ulysses Klaue                            | Andy Serkis          | Jörg Hengstler            |
| Laura Barton                             | Linda Cardellini     | Dascha Lehmann            |
| Baron Wolfgang von Strucker              | Thomas Kretschmann   | Thomas Kretschmann        |
| Dr. List                                 | Henry Goodman        | Bodo Wolf                 |
| Peggy Carter                             | Hayley Atwell        | Berenice Weichert         |
| Heimdall                                 | Idris Elba           | Marco Kröger              |
| Professor Erik Selvig                    | Stellan Skarsgård    | Detlef Bierstedt          |
| Dr. Helen Cho                            | Kim Soo-hyun         | Rubina Nath               |
| F.R.I.D.A.Y.                             | Kerry Condon         | Britta Steffenhagen       |

## Boykott durch deutsche Kinobetreiber
Nachdem der deutsche Kinoverleih Walt Disney Studios Motion Pictures Germany unerwartet ankündigte, ab dem 23. April 2015 zum Start von Avengers: Age of Ultron seine Verleihkonditionen anzupassen, kam es zum Konflikt zwischen Verleih und vielen Kinobetreibern. So wollte Disney die Verleihmieten für alle Ortsgrößen einheitlich auf 53 Prozent festlegen, einen Mindestverleihanteil definieren, Reklamekostenzuschüsse und -pauschalen ersatzlos entfallen lassen und kündigte an, dass ab Oktober 2015 auch die Zuschüsse für 3D-Brillen nicht mehr gewährt würden.
Nachdem unter anderem die zwei Branchenverbände HDF Kino und die AG Kino – Gilde den Vorstoß von Disney scharf kritisierten, entschlossen sich zahlreiche Kinobetreiber, insbesondere in kleineren Städten, den Film zu boykottieren. In der Konsequenz wurde Avengers: Age of Ultron in 193 deutschen Kinos nicht gezeigt.

## Rezeption

### Kritiken
Cinema kritisiert das „hohe Tempo“ des Action-Spektakels, wodurch es oft „recht gehetzt“ wirkt. Auch die Einführung neuer Helden sorgt „für einen gewissen Helden-Overkill“. Der Film bietet aber auch „wuchtige Actioneinlagen“ und lässt dem Zuschauer „kaum Zeit zum Luftholen“. Gleichzeitig fokussiere Joss Whedon die Handlung auf den „allmählichen Auflösungsprozess des Teams“ und begeistere damit besonders die „Hardcorefans“.
Sabine Horst von epd Film vergab 4 von 5 Sternen und zeigte sich begeistert vom zweiten Avengers-Abenteuer. Whedon bewahre das „WG-Feeling, das Fans an den Avengers“ schätzten, und bleibe „dennoch immer in Bewegung.“ Sie lobte außerdem die fast schon abstrakte Form, die ohne auffällige zeitgenössische Politanspielungen auskomme, auch „kein shakespearisches Familiendrama“ störe. Age of Ultron sei ein „purer Comicfilm“, in dem Joss Whedon „vielleicht als Erster eine echte kinematografische Entsprechung für die experimentelle Visualität, die Geometrie der Comics mit ihren inzwischen praktisch explodierten, ineinandergeschobenen, extrem zugespitzten Bildkadern gefunden“ habe.
Florian Kummert vom Filmmagazin Kinokino war ebenfalls positiv beeindruckt: „Während viele Superheldenfilme und Actionkracher an ihrer Gigantomanie und Überlänge zugrunde gehen …, schafft Joss Whedon das dramaturgische Kunststück, allen Figuren ihre Freiräume einzuräumen und Action, Humor und – auch das gibt es – stillere Passagen zu einem großen Ganzen zu verweben. Natürlich ist ‘Avengers: Age of Ultron’ in erster Linie ein Comic, durchgeknallt, laut, bunt, spaßig. Es gibt Verfolgungsjagden mit so gut wie allen Fahrzeugarten, und ganze Großstädte werden aus den Angeln gehoben, während Ultron von der Vernichtung der Welt faselt. Es kracht, es macht Laune, es ist unbeschwertes Blockbuster-Kino, das bei all dem Krawall aber nie die Sinne abstumpft“.
Filmkritiker Adam Arndt von Serienjunkies.de ist begeistert und findet, dass The Avengers 2: Age of Ultron wieder einmal ein „Volltreffer aus dem Hause Marvel ist, der die Balance aus Action, Humor, Effektgewitter und Charaktermomenten mühelos halten kann. Da der erste Teil allerdings so viele positive Überraschungsmomente zum Schmunzeln, Feiern und Lautaufschreien mitbringen konnte, die hier verständlicherweise so nicht wiederholt werden können (Tonys Galaga-Gag, Hulk vs. Thor und Loki, Schwarma, der Levithian-Alien et cetera), fällt mein Lob und Urteil minimial schwächer aus.“

### Einspielergebnis
Der Film erreichte in den Vereinigten Staaten den ersten Platz der Kinocharts, konnte ihn insgesamt zwei Wochen halten und spielte am Eröffnungswochenende über 191 Millionen US-Dollar ein. Er konnte in Nordamerika insgesamt über 459 Millionen US-Dollar einspielen, was ihn zum dort dritterfolgreichsten Film des Jahres 2015 macht. Ebenfalls sehr erfolgreich war der Film in China, wo er insgesamt über 240 Millionen US-Dollar einspielen konnte und damit der fünfterfolgreichste Film des Jahres wurde. In Deutschland erreichte der Film ebenfalls den ersten Platz der Kino-Charts und konnte in der Startwoche über 900.000 Menschen in die Kinos locken. Insgesamt sahen den Film hierzulande über 2,4 Millionen Menschen, was auf der Liste der meistbesuchten Filme 2015 den elften Platz bedeutet. Weltweit erreichte Avengers: Age of Ultron ein Einspielergebnis von über 1,4 Milliarden US-Dollar. Damit liegt der Film auf der Liste der weltweit erfolgreichsten Filme 2015 auf dem vierten Platz und auf der Liste der weltweit erfolgreichen Filme auf Platz 16 (Stand: 31. Dezember 2024). Seinen Vorgänger Marvel’s The Avengers, der über 1,5 Milliarden US-Dollar einbrachte, konnte der Film jedoch nicht überholen.

## Trivia

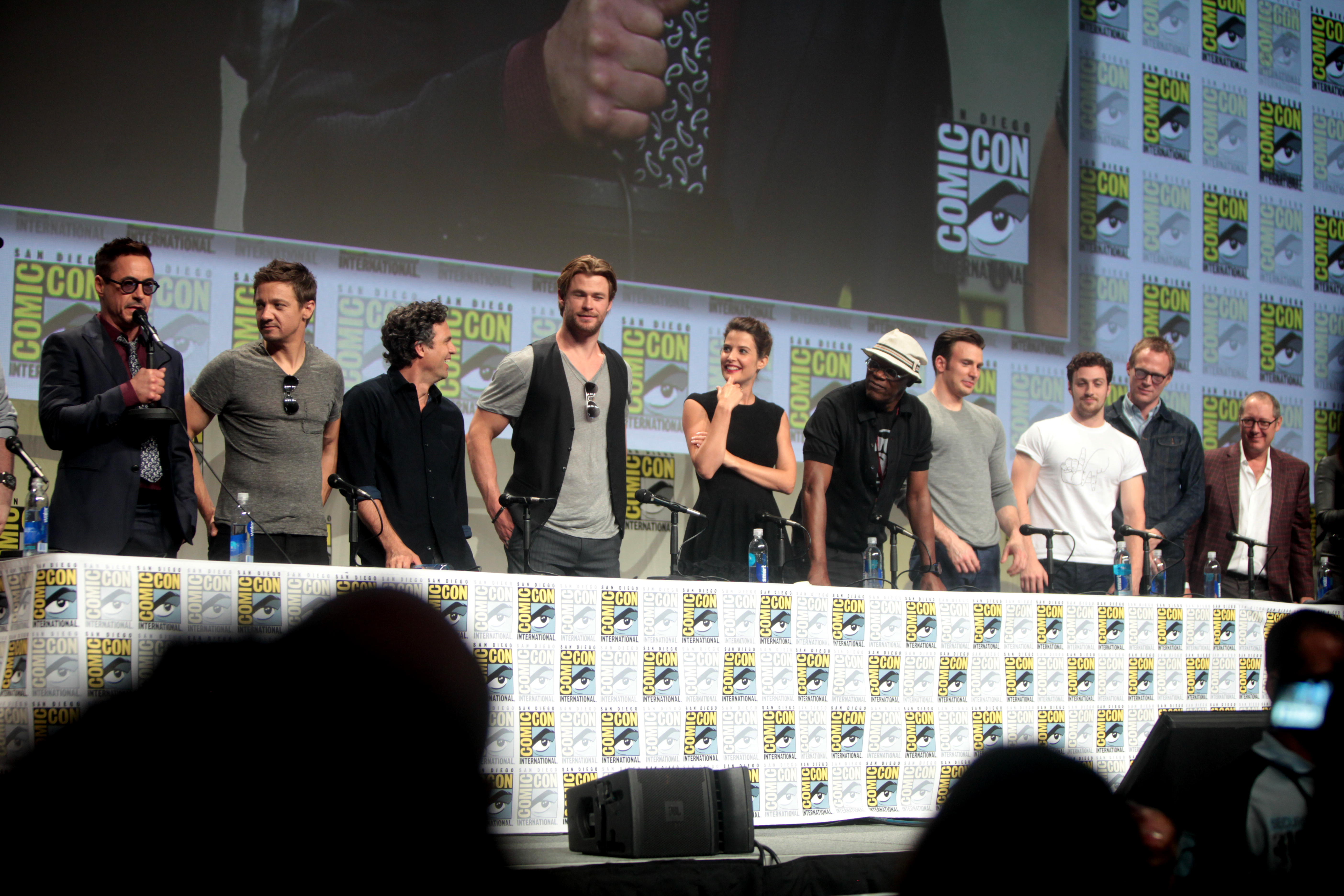
Teile der Besetzung bei der Comic-Con 2014.

- Am Ende des 2014 veröffentlichten Films The Return of the First Avenger sah man in der Abspannszene einen ersten Verweis auf Avengers: Age of Ultron. Baron von Strucker verkündet dort den Beginn eines „Zeitalters der Wunder“. Von Strucker ist zu diesem Zeitpunkt im Besitz von Lokis Zepter und hat mit dem Zwillingspaar Pietro und Wanda Maximoff zwei menschliche „Wunderwaffen“ unter seiner Kontrolle.

- Ebenso gibt es in der zweiten Staffel von Marvel’s Agents of S.H.I.E.L.D. mehrere Episoden, die die Handlung des Filmes vorbereiten und aufgreifen. So wird hier offenbart, wie die Avengers vom Aufenthaltsort von Struckers und des Zepters wussten und warum der Helicarrier aus dem Nichts auftauchte.

- Der Handschuh, den Thanos in der Endszene aufnimmt, ist ein Verweis auf die sechsteilige Comicserie The Infinity Gauntlet, welches von Marvel Comics im Jahr 1991 herausgegeben wurde. Der Handschuh stellt ein Verbindungselement für die Infinity-Steine dar, welches Thanos in der Comicserie erlaubte, die Kräfte des Universums nach seinem Willen zu lenken. Thanos’ Handschuh ist für die linke Hand. Ein weiterer Handschuh für die rechte Hand war bereits im ersten Thor-Film zu sehen und befand sich dort in der Schatzkammer von Odin. Jedoch wird im dritten Thor-Film von der Antagonistin Hela erklärt, dass dieser eine Fälschung sei. Erkennbar ist dies auch an den falschfarbigen Infinity-Stein-Repliken, die anstelle der Infinity-Steine im Handschuh platziert sind.[22]

- Der Erfinder vieler der Figuren, Stan Lee, hat wie in jedem MCU-Spielfilm (bis einschließlich Avengers: Endgame) einen Cameo-Auftritt; er ist als Weltkriegsveteran Gast auf einer Party im Avengers Tower.

- Im Film benennt Stark den Satelliten, welcher seine Hulkbuster-Rüstung mit neuen Teilen versorgt, Veronica, eine popkulturelle Referenz, die nicht aus den Marvel Comics stammt. Joss Whedon erklärte in einem Interview, dass die Inspiration für diese Referenz auf der Figur Veronica Lodge, der besten Freundin und Rivalin von Betty Cooper (letztere als Verbindung zu Bruce Banners Beziehung mit Betty Ross in den Marvel Comics), aus den Archie Comics stammt.[23] In frühen Concept Artworks wurde Veronica noch mit ‚k‘ geschrieben, weshalb im Film-Artbook „Veronika Satellite“ geschrieben ist.[24][25]

- Im Film sind einige historische und biblische Anspielungen versteckt, darunter:
  - Tony Stark zitiert mit der Aussage „Frieden für unsere Zeit“ (als er Ultron erschafft) den ehemaligen britischen Premier Chamberlain, der dies in Bezug auf das Münchner Abkommen gesagt hatte. Es weist darauf hin, dass Stark durch einen Versuch, Gutes zu tun, in Wahrheit ein Monster erschaffen hat.
  - Als Ultron das unzerstörbare Metall Vibranium erbeutet, um daraus seinen neuen Körper zu formen, haucht er „Auf diesen Felsen werde ich meine Kirche bauen.“ − siehe Petrus und seine Erwähnung durch Christus im „Felsenwort“ (Mt 16,18).
  - Kurz nachdem Vision erschaffen wurde, antwortet er auf die Frage, wer er sei: „Ich bin, der ich bin“ – ein biblisches Zitat, siehe JHWH.